# Lehel Domokos
Lehel Domokos (11 de noviembre de 1945 (79 años) Negreşti Oaş - Rumanía- es un escultor residente en Irvine California, Estados Unidos.

## Datos biográficos
Estudió en la Facultad de Bellas Artes en Bucarest. Allí fue alumno de Ion Irimescu.
En 1970 participó en el Campamento de Escultura de la ciudad de Magura.
Desde 1982 reside en Irvine California, Estados Unidos.
Su obra está presente en diferentes museos de Rumanía.
Participó en 2001, en el Simposio de Escultura de la ciudad de Os, Noruega, donde un grupo de escultores tallaron esculturas en mármol de Carrara; las piezas se expusieron a lo largo de la orilla del río Oselvo.
Ha realizado exposiciones tanto en su natal Rumanía como en Suiza, Alemania, Austria y Sur de California.

## Obras

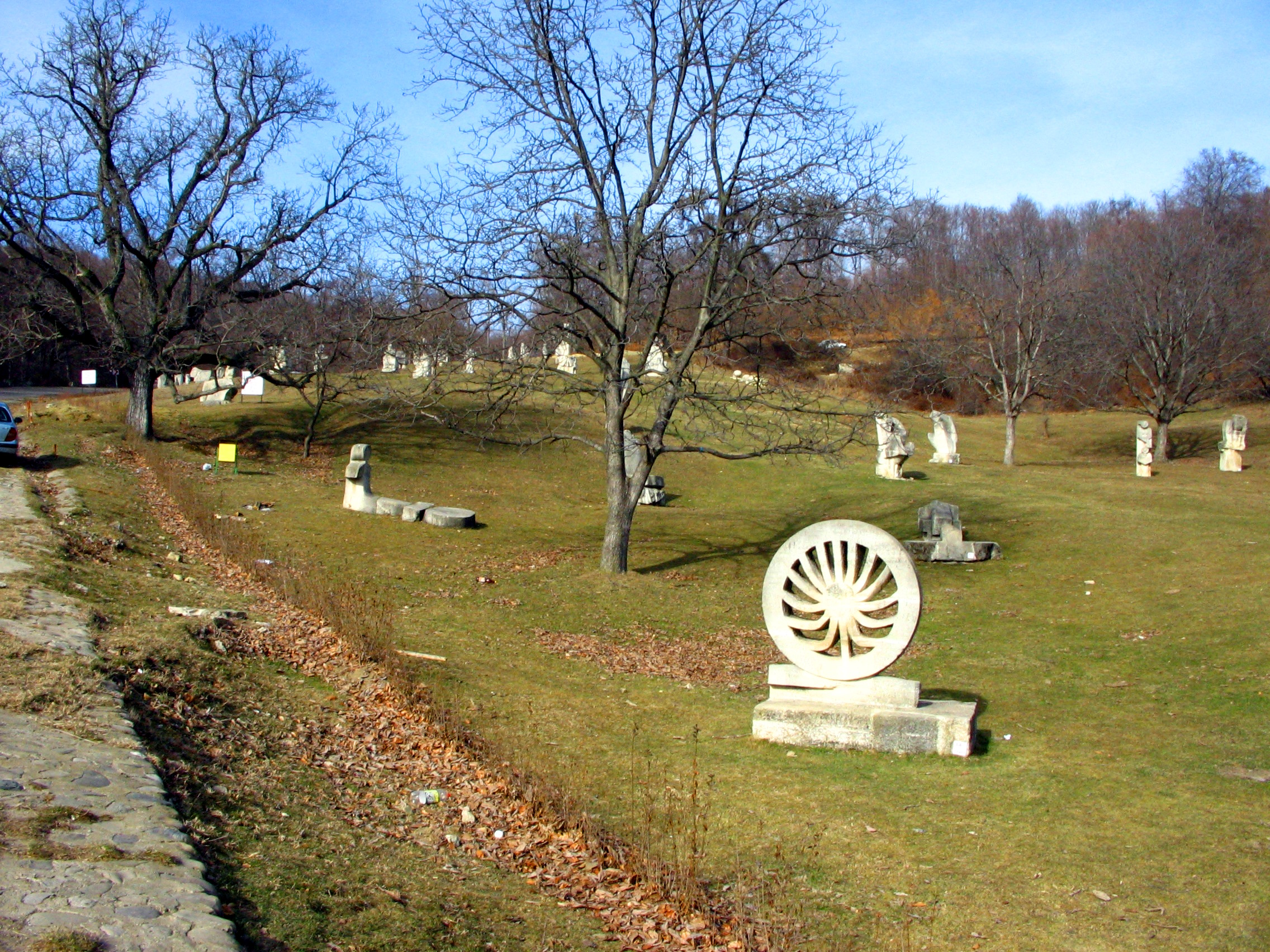
Campo de esculturas de Măgura, (la obra de L.Domokos no aparece en la imagen)

Entre las obras de Lehel Domokos se incluyen las siguientes:
- Olimpia, estatuilla de bronce, figura de mujer con una banda de tela, presentada en la exposición "Winter Art Exhibit" 2005 de la Studio Gallery, California[6]
- Silueta, estatuilla de bronce, torso desnudo de mujer, presentada en la exposición "Winter Art Exhibit" 2005 de la Studio Gallery, California[6]
- Misterio-Taina , piedra, escultura presentada en el Campamento de Esculturas de Magura en la edición de 1970[3] 45°14′16″N 26°32′46″E / 45.23778, 26.54611 , muy cerca del monasterio de Ciolanu[7]